# 682 Hagar
682 Hagar este un asteroid din centura principală, descoperit pe 17 iunie 1909, de August Kopff.